# Bythinella metarubra
Bythinella metarubra е вид коремоного от семейство Hydrobiidae. Видът не е застрашен от изчезване.

## Разпространение и местообитание
Разпространен е в Полша и Словакия.
Обитава сладководни басейни и реки.